# Robert Căruță
Robert Ioan Căruță (sinh ngày 24 tháng 1 năm 1996) là một cầu thủ bóng đá người România thi đấu cho Știința Miroslava ở vị trí tiền vệ.